# بوب كارول
بوب كارول (بالإنجليزية: Bob Carroll)‏ هو صحفي ومؤرخ أمريكي، ولد في 10 يوليو 1936، وتوفي في 25 أغسطس 2009.